# Eugène Ionesco

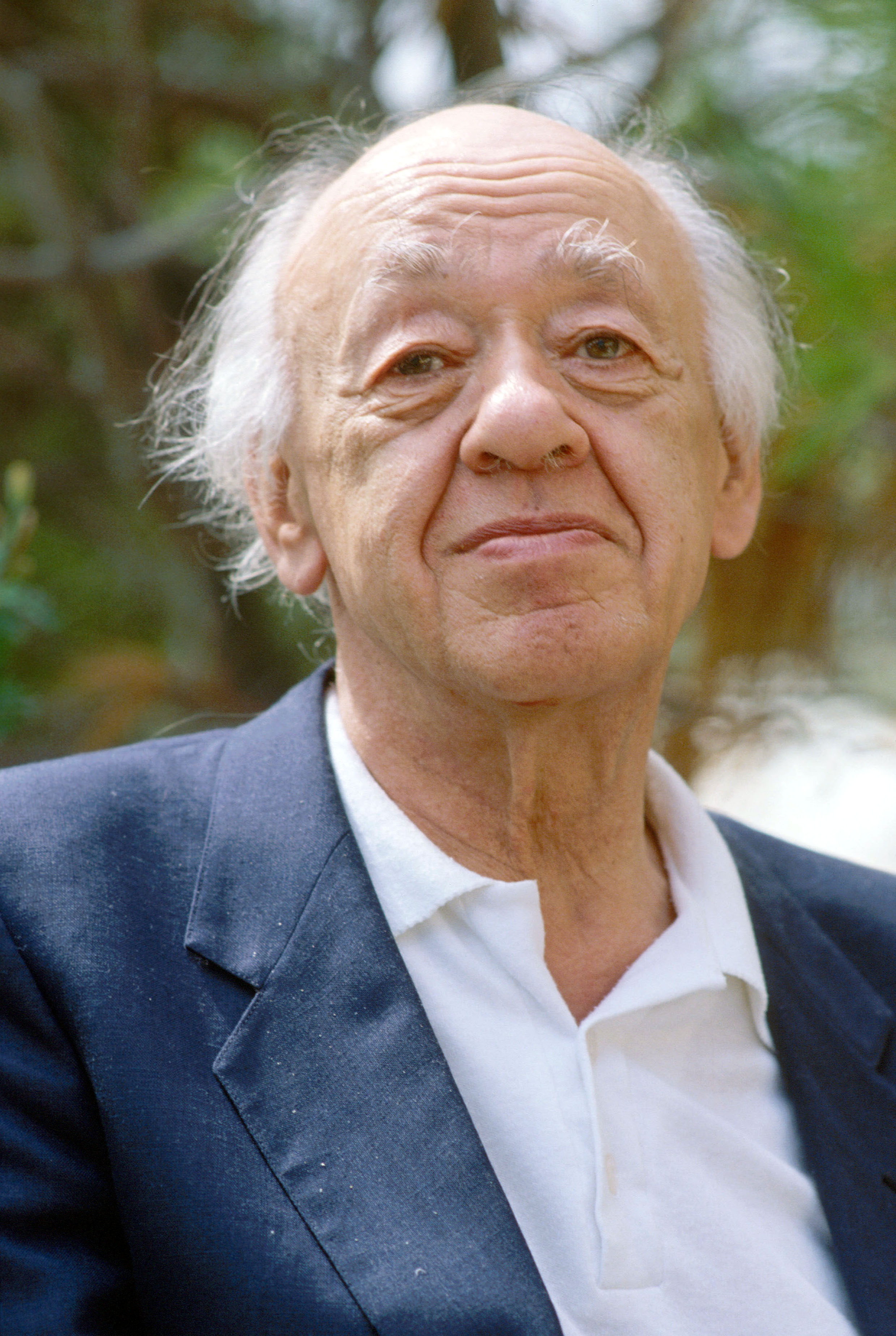
Eugène Ionesco (1993)

Eugène Ionesco (Ausspracheⓘ; * 26. November 1909 in Slatina, Rumänien als Eugen Ionescu; † 28. März 1994 in Paris) war ein französisch-rumänischer Autor. Er gilt als bedeutendster französischer Dramatiker der Nachkriegszeit und als ein führender Vertreter des absurden Theaters. Ab den 1980er Jahren trat Ionesco auch als Maler hervor.

## Leben und Schaffen

### Kindheit und Jugend
Er wurde 1909 (und nicht, wie häufig zu finden, 1912) unter dem Namen Eugen Ionescu im damaligen Königreich Rumänien als erstes Kind eines Juristen und Verwaltungsbeamten und der in Rumänien aufgewachsenen Tochter eines dort tätigen französischen Eisenbahningenieurs geboren. 1913 ging die junge Familie nach Paris, weil der Vater dort promovieren wollte. Nach dem Kriegseintritt Rumäniens im August 1916 kehrte der Vater zurück in sein Heimatland, wo er bald alle Verbindungen zu seiner Familie kappte, die Scheidung beantragte und ein zweites Mal heiratete.
Der inzwischen sechsjährige Ionesco blieb zusammen mit seiner jüngeren Schwester und seiner Mutter, die sich und die Kinder mühsam mit Gelegenheitsarbeiten und Zuwendungen ihrer französischen Verwandten ernährte, in Paris. Er wurde, damit die Mutter arbeiten konnte, in einem Kinderheim untergebracht, in dem er sich aber nicht eingewöhnen konnte. Die Jahre 1917 bis 1919 lebten er und seine Schwester bei einer Bauernfamilie in einem Dorf, La Chapelle-Athenaise, nahe Laval (Mayenne) – in seiner Erinnerung eine paradiesische Zeit.
1925 gingen die Geschwister zum Vater nach Bukarest. Hier mussten sie, obwohl sie als rumänische Staatsbürger geboren waren, Rumänisch fast wie eine Fremdsprache lernen und fanden kein Verhältnis zu ihrer (kinderlos gebliebenen) Stiefmutter. 1926 überwarf sich Ionesco mit dem offenbar sehr autoritären Vater, der für die inzwischen manifesten literarischen Interessen seines sechzehnjährigen Sohnes nur Verachtung übrig hatte und einen Ingenieur aus ihm machen wollte.
Ionesco zog zur Mutter, die inzwischen auch wieder nach Rumänien gekommen war und einen passablen Posten bei der rumänischen Nationalbank gefunden hatte. 1928 begann er ein Französischstudium an der Universität Bukarest. Hier war er Schüler von Nicolae C. Ionescu und kam in Kontakt mit Emil Cioran und Mircea Eliade. Deren Tendenzen zum Nazismus und rumänischen Faschismus teilte er nicht. Auch lernte er seine spätere Frau Rodica Burileanu kennen, eine Philosophie- und Jurastudentin aus einflussreicher rumänischer Familie. Daneben las er viel und schrieb (auf Rumänisch) Lyrik, Feuilletonistisches und Literaturkritiken. Nachdem er 1934 sein Studium abgeschlossen hatte, unterrichtete er Französisch an verschiedenen Schulen und anderen Bildungseinrichtungen. Im Jahr 1936 heiratete er.

### Die Jahre vor, im und nach dem Zweiten Weltkrieg
1938 beschaffte sich Ionesco über das Bukarester Institut Français ein Promotionsstipendium für Frankreich, nicht zuletzt um dem Druck zu entgehen, der in dem zunehmend totalitären Rumänien auf eher linken Intellektuellen wie ihm lastete. Von Paris aus, das damals für alle intellektuellen Rumänen maßgebend war, belieferte er rumänische Zeitschriften mit Neuigkeiten aus der Pariser literarischen Szene.
Nach der Niederlage Frankreichs gegen Deutschland 1940 gingen er und seine Frau zurück in das zu dieser Zeit neutrale und relativ ruhige Rumänien, wo er als Soldat gemustert, aber nicht eingezogen wurde.
1942 oder 1943, nachdem sich Rumänien 1941 Deutschland im Krieg gegen die Sowjetunion angeschlossen hatte, schafften es die Ionescos, wieder in das nunmehr ruhigere Frankreich zu reisen, wo sie (zunächst in Marseille, dann in Paris) endgültig blieben. Dort wurde auch 1944 ihr einziges Kind, die Tochter Marie-France, geboren. Finanziell ging es ihnen schlecht, Ionesco verdingte sich als Druckfahnen-Korrektor in einem Pariser juristischen Verlag, wo er bis 1955 angestellt blieb.

### Der langsame Aufstieg
1948 konzipierte Ionesco (anfangs noch auf Rumänisch) sein erstes Stück, La Cantatrice chauve (Die kahle Sängerin), das 1950 aufgeführt wurde und, wenn auch nicht beim Publikum, so doch bei etlichen Kritikern und Literaten Beachtung fand. 1950 nahm er, dessen Muttersprache ohnehin Französisch war, die französische Staatsbürgerschaft an. Er verfasste die Stücke La Leçon (Die Unterrichtsstunde, Aufführung 1951) und Jacques ou la Soumission (J. oder die Unterwerfung), die ihn nun endgültig zu einem Französisch schreibenden Autor werden ließen.
1951 folgten Les Chaises (Die Stühle), Le Maître (Der Lehrer) und L’Avenir est dans les œufs (Die Zukunft liegt in den Eiern). 1952 entstand Victimes du devoir (Opfer der Pflicht), zugleich wurden La Cantatrice chauve und La Leçon wieder aufgeführt.
1953 war ein Erfolgsjahr: die Victimes wurden uraufgeführt, dazu mit Erfolg eine Serie von sieben Sketchen. Ein erster Sammelband von Stücken wurde gedruckt. Des Weiteren verfasste er Amédée ou comment s’en débarrasser (A. oder Wie soll man ihn loswerden) und Le nouveau locataire (Der neue Mieter).
Hiernach hatte er sich als absurd-witziger Autor etabliert, der auch schon fast von seinen Stücken leben konnte. 1954 schrieb er Le Tableau (Die Tafel) und die Erzählung Oriflamme und machte eine erste Vortragsreise ins Ausland (nach Heidelberg). 1955 verfasste er L’Impromptu de l’Alma (Das Stegreifstück der Alma) und erlebte die erste Aufführung eines seiner Stücke im Ausland (Le nouveau locataire). 1957 wurden La Cantatrice chauve und La Leçon von dem kleinen Pariser Théâtre de la Huchette neu einstudiert, wo sie bis heute (Mai 2019) ununterbrochen im Programm sind.

### Die Jahre des Erfolgs
Im Herbst 1957 erschien die Erzählung Rhinocéros, mit der Ionesco auf den Patriotismus und Rassismus reagierte, der sich in Frankreich während der „Schlacht von Algier“ (Januar bis Oktober 1957) zeigte, in der das französische Militär die Wende im Algerienkrieg (1954–1962) zu erzwingen hoffte.
Im selben Jahr erhielt Ionesco den Ehrentitel Satrap des skurrilen Collège de ’Pataphysique.
Eugène Ionesco lernte Friedrich Dürrenmatt 1957 in Paris kennen. Beide waren mit ihren Stücken Die kahle Sängerin und Der Besuch der alten Dame zu gefeierten Autoren des europäischen Theaters geworden. Darüber hinaus verband sie ihre Leidenschaft für das Zeichnen und Malen.
Im Herbst 1958 entstand das Stück Rhinocéros (Die Nashörner), das Handlung und Personenkonstellation der gleichnamigen Erzählung leicht verändert übernahm.
Als das Stück, weil es für Frankreich zunächst als zu brisant erschien, 1959 in Düsseldorf uraufgeführt wurde, glaubte das deutsche Publikum allerdings, es nehme den Nationalsozialismus beziehungsweise dessen unkritische und allzu willige Mitläufer aufs Korn. Ionesco selber erklärte später sein Stück in dem Sinne, dass es nicht auf eine bestimmte Ideologie bezogen, sondern als generelle Kritik an Massenbewegungen gemeint sei.
Im Winter 1958/1959 entwickelte er aus seiner Erzählung La Photo du Colonel das Schauspiel Tueur sans gages (Der Mörder ohne Bezahlung), das in Paris am 19. Februar 1959 uraufgeführt wurde.

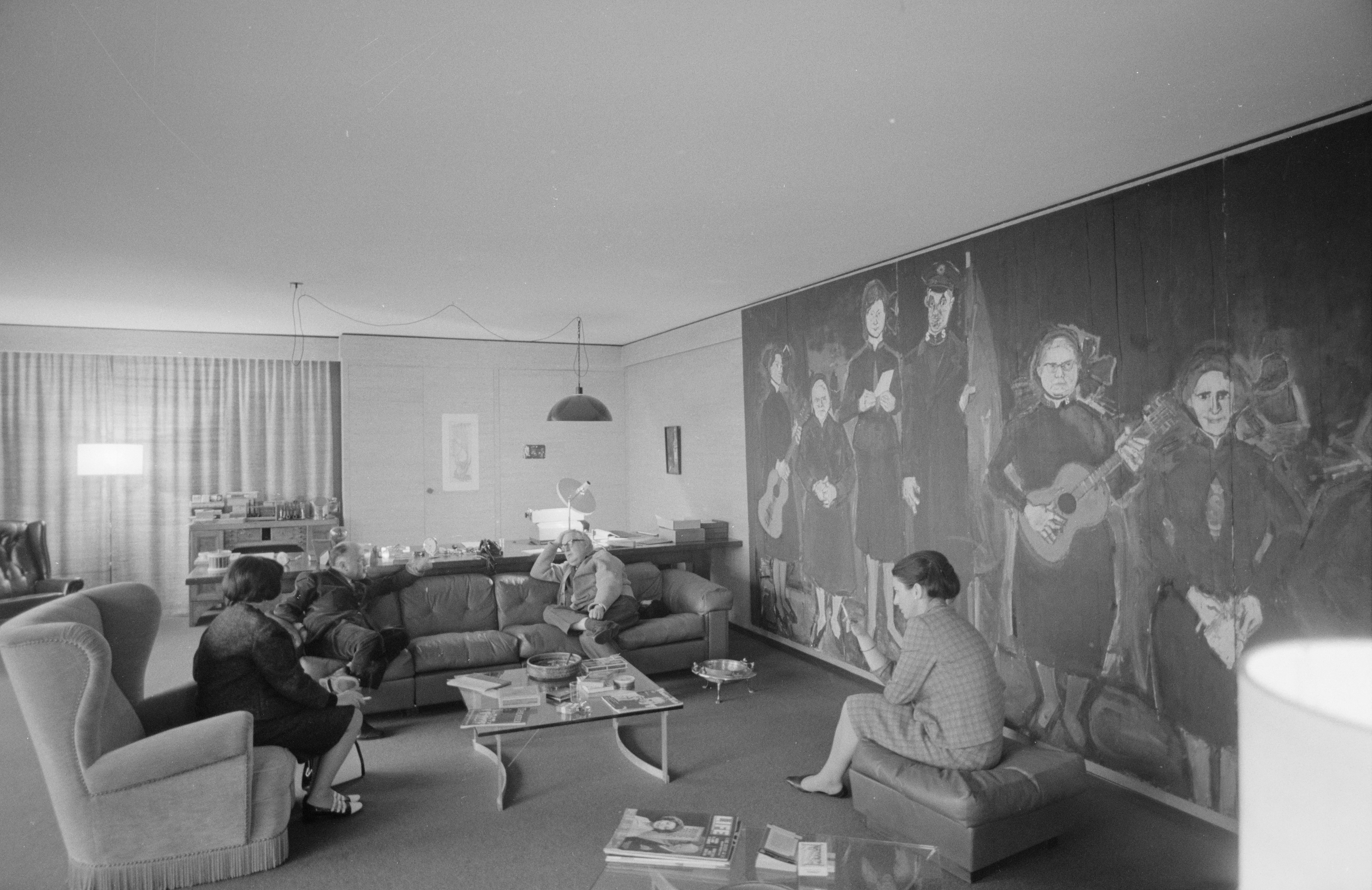
Eugène Ionesco bei Friedrich Dürrenmatt (rechts), vermutlich zusammen mit den Ehefrauen Rodica und Lotti in Dürrenmatts Arbeitszimmer in Neuchâtel. Gemälde an der Wand Die Heilsarmee, 1964 von Varlin, von Dürrenmatt 1965 erworben. Foto: Jack Metzger, 1966

Eugène Ionesco fotografiert von Jack Metzger, 1966

1961/1962 entstand Le Roi se meurt (Der König stirbt), ein verschlüsselter Abgesang auf Frankreichs endende Rolle als einst stolze Kolonialmacht. 1962 verfasste er Délire à deux (Delirium zu zweit) und Le Piéton de l’air (Fußgänger der Luft; letzteres wiederum zuerst als Erzählung und erst danach als Stück). Ebenfalls 1962 erschien unter dem Titel Notes et contre-notes eine Sammlung von Artikeln und Vorträgen Ionescos zu seinem Theater.
1964 gab es in Düsseldorf mit La Soif et la faim (Hunger und Durst) eine weitere Ionesco-Uraufführung. Im selben Jahr wurde mit Rhinocéros erstmals ein Stück von ihm in seinem Geburtsland Rumänien aufgeführt.

### Die letzten Jahrzehnte
Etwas widerwillig, aber unaufhaltsam, avancierte Ionesco nun zu einem etablierten Autor, der zu Vorträgen eingeladen, mit Preisen und Ehrungen bedacht und 1970 auch in die Académie française aufgenommen wurde. Er versuchte sich schließlich auch in der Gattung Roman und stellte 1973 Le Solitaire (Der Einzelgänger) fertig, worin eine Art Aussteiger und Mann ohne Eigenschaften seine sinnleere Vergangenheit und Gegenwart Revue passieren lässt.
Als genuiner Dramatiker machte er aus dem Roman aber sogleich auch ein Stück, Ce formidable bordel! (So ein Tollhaus!, 1973), in dem er selbigen Mann als Hauptperson eine völlig passive, beinah stumme und trotzdem eindrucksvolle Rolle spielen lässt. Da er hierbei en passant sarkastisch die 68er-„Revolutionäre“ verspottet, wurde er, der einst durchaus Linke, von ihnen als faschistoider Autor beschimpft.
1973 erhielt er den Jerusalempreis für die Freiheit des Individuums in der Gesellschaft.

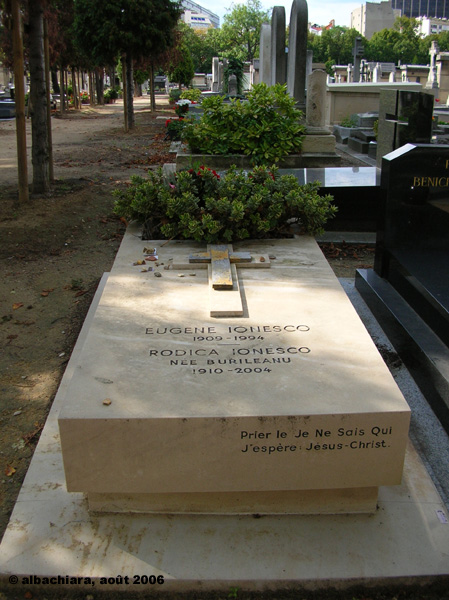
Grab von Eugène Ionesco und seiner Frau Rodica mit einer Grabinschrift, die seine Zweifel an der Religion offenbart, Cimetière du Montparnasse

1975 kam L’Homme aux valises (Der Mann mit den Koffern) heraus und 1980 sein letztes Stück Voyages chez les morts (Reisen zu den Toten). Zwar schrieb und publizierte er immer noch reichlich, doch in anderen Gattungen, z. B. Autobiografisches.
In den 1980er und 1990er Jahren verfiel er zunehmend in schwere Depressionen und begann als Therapie dagegen mit der Malerei.
Als Ionesco 84-jährig in Paris starb und auf dem Cimetière Montparnasse begraben wurde, war er nicht nur ungekrönter König des sog. „Theaters des Absurden“, sondern galt auch als einer der großen französischen Dramatiker überhaupt. Die häufig vorhandenen politischen Botschaften seiner Stücke werden heute kaum mehr wahrgenommen, sondern als Kritik an allzumenschlichen Schwächen verstanden. Im gesellschaftskritischen Aspekt seines Werks und in seinem ausgeprägten Sprachhumor ist u. a. der Einfluss des rumänischen Schriftstellers Ion Luca Caragiale (1852–1912) erkennbar. Über ihn schrieb Ionesco in Notes et contre-notes: „I.L. Caragiale ist vielleicht der größte unbekannte dramatische Autor.“ Ionesco konnte sich auch im persönlichen Schicksal Caragiales wiedererkennen, der seine letzten Lebensjahre in einem freiwilligen Exil in Berlin verbracht hatte.
Laut Le Monde vom 21. Dezember 2007 war Ionesco damals außerhalb Frankreichs der mit Abstand am häufigsten gespielte französische Theaterautor.
1969 wurde Ionesco in die American Academy of Arts and Sciences gewählt.

## Personalausstellungen (Auswahl)
- 1981: Erker-Galerie St. Gallen
- 1982: Studio d’Arte Contemporanea Dabbeni, Lugano
- 1982: Voyage chez les morts, Theater Basel
- 17. Februar bis 11. März 1984: Kestnergesellschaft Hannover
- 18. März bis 17. April 1984: Kommunale Galerie Berlin
- 1. Juni bis 7. Juli 1984: Wallgraben-Theater Freiburg
- 17. Mai bis 15. Juni 1986: Saarlandmuseum Saarbrücken

## Liste der Werke
| - Eugène Ionesco, Théâtre complet, Bibliothèque de la Pléiade Bd. 372, 1990/2013, ISBN 978-2-07-011198-5. | |
| - La Cantatrice chauve. 1950 (deutsch Die kahle Sängerin 1987) - Les Salutations. 1950 - La Leçon. 1951 (deutsch Die Unterrichtsstunde) - Les Chaises. 1952 (deutsch Die Stühle) - Le Maître. 1953 - Victimes du devoir. 1953 (deutsch Opfer der Pflicht) - La Jeune Fille à marier. 1953 - Amédée ou Comment s’en débarrasser. 1954 - Jacques ou la Soumission. 1955 - Le Nouveau Locataire. 1955 (deutsch Der neue Mieter) - Le Tableau. 1955 - L’Impromptu de l’Alma. 1956 (deutsch Impromptu oder der Hirt und sein Chamäleon) - L’avenir est dans les Œufs. 1957 - Tueur sans gages. 1959 - Scène à quatre. 1959 - Rhinocéros. 1959 (deutsch Die Nashörner, 1960) - Apprendre à marcher. 1960 - Délire à deux. 1962 - Le Roi se meurt. 1962 (deutsch Der König stirbt) - Le Piéton de l’air. 1963 (deutsch Fußgänger der Luft) - La Soif et la Faim. 1965 (deutsch Hunger und Durst) - La Lacune. 1966 - Jeux de massacre. 1970 (deutsch Triumph des Todes oder Das große Massakerspiel) - Macbett. 1972 - Ce formidable bordel. 1973 (deutsch Welch gigantischer Schwindel) - L’Homme aux valises. 1975 - Voyage chez les morts. 1980 | - Nu 1934 - Hugoliade 1935 (deutsch Das groteske und tragische Leben des Victor Hugo 1985) - La Tragédie du langage 1958 - Expérience du théâtre 1958 - Discours sur l’avant-garde 1959 - Notes et contre-notes 1962 (deutsch Argumente und Argumente) - Découvertes 1969 - Antidotes 1977 - Journal en miettes 1967 (deutsch Tagebuch, 1967 und öfter) - Elegii pentru fiinte mici. 1931 (deutsch: Elegien für kleine Wesen. Auswahl übersetzt und mit einer Vorbemerkung von Alexandru Bulucz, in: Sinn und Form 1/2022, S. 90–98) - La Vase. 1956 - Les Rhinocéros 1957 (deutsch Die Nashörner) - Le Piéton de l’air. 1961 (deutsch Fußgänger der Luft) - La Photo du colonel. 1962 - Le Solitaire. 1973 (deutsch Der Einzelgänger) - 1957: Contes 1 – 2 – 3 – 4 pour enfants de moins de 3 ans. Zeichnungen von Étienne Delessert. - 2009: Neuauflage: Gallimard jeunesse, Paris, ISBN 978-2-85107-247-4, - 1969: deutsch von Herbert Asmodi: Geschichte Nummer 1. Mit Zeichnungen von Étienne Delessert. Gertraud Middelhauve Verlag, Köln, ISBN 3-7876-9170-7. - Signatur 5. Remagen-Rolandseck 1986 |